# John Niven
John Niven (Irvine, 1966) è uno scrittore e sceneggiatore scozzese.

## Biografia
Nato nella contea di Ayrshire, si è laureato in letteratura inglese nel 1991 alla Glasgow University.
Conclusi gli studi, per circa dieci anni ha lavorato per diverse etichette musicali tra le quali anche la London Records. Nel 2002 ha lasciato l'industria della musica per dedicarsi a tempo pieno alla scrittura.
Come scrittore ha debuttato con il romanzo breve intitolato Music from Big Pink, pubblicato nel 2005 e subito opzionato dalla CC Films per ricavarne un adattamento cinematografico.
Il successo arriva nel 2008 con Uccidi i tuoi amici, un romanzo satirico basato sulla breve esperienza di Niven quale scopritore di nuovi talenti per le etichette musicali. Il sito web Word Magazine ha definito l'opera di Niven, tradotta in sette lingue, come "il miglior romanzo britannico dopo Trainspotting". L'autore ha inoltre curato l'adattamento cinematografico dell'omonimo film diretto da Owen Harris nel 2015.
Dopo Uccidi i tuoi amici Niven ha pubblicato altri romanzi: The Amateurs (2009), A volte ritorno (2011), Cold Hands (2012), Maschio bianco etero (2013), Le solite sospette (2015). Ha inoltre scritto sceneggiature originali e collaborato con quotidiani e riviste tra cui Q magazine e The Independent.
Attualmente vive nel Buckinghamshire con la propria compagna e i due figli, il maggiore dei quali avuto da un precedente matrimonio.

## Opere tradotte in italiano
- Kill Your Friends, 2008 (Uccidi i tuoi amici, trad. di Marco Rossari, Einaudi, Torino, 2019)
- The Second Coming, 2011 (A volte ritorno, trad. di Marco Rossari, Einaudi, Torino, 2012)
- Straight White Male, 2013 (Maschio bianco etero, trad. di Marco Rossari, Einaudi, Torino, 2014)
- The Sunshine Cruise Company, 2015 (Le solite sospette, trad. di Marco Rossari, Einaudi, Torino, 2015)
- No Good Deed, 2017 (Invidia il prossimo tuo, trad. di Marco Rossari, Einaudi, Torino, 2018)
- The F*ck-it List, 2020 (La lista degli stronzi, trad. di Marco Rossari, Einaudi, Torino, 2020)

## Filmografia
- Cat Run (2011) regia di John Stockwell (sceneggiatura)
- Kill Your Friends (2015) regia di Owen Harris (soggetto e sceneggiatura)